# Don Goyo (canción)
"Don Goyo" como se conoce popularmente es una canción compuesta por Graciela Arango de Tobón y la versión más famosa es del cantautor colombiano Gustavo Quintero, conocido como "El Loco" .Fue regrabada por  la banda de Rock mexicana Cuca, para su disco La Invasión de los Blátidos. 
La canción está basada en "Ese Muerto no lo Cargo Yo" de Graciela Arango de Tobón.
El tema en sus letras, comenta que el personaje en cuestión fue asesinado y que se culpa al narrador del acto, tal y como se puede observar en las siguientes líneas

Encontraron a Don Goyo, estaba muerto en el arroyo,
Amarrado con majagua, lo encontraron muerto en el agua
que lo mataron por celos, eso fue lo que me dijeron, eso fue lo que oí
Yo no estaba en el arroyo cuando mataron a Don Goyo
¡Yo no estaba ahí!
Cuca, Don Goyo

Hoy en día esta canción se ha convertido en uno de sus más grandes éxitos, además de que ha sido incluida en todas sus recopilaciones de grandes éxitos (excepto Rock Millenium y Lo Mejor de Cuca.
- Datos: Q5813195